# Thenardia chiapensis
Thenardia chiapensis là một loài thực vật có hoa trong họ La bố ma. Loài này được J.K.Williams miêu tả khoa học đầu tiên năm 1995.